# Трахтенберг, Мишель
Мише́ль Кристи́н Тра́хтенберг (англ. Michelle Christine Trachtenberg; 11 октября 1985, Нью-Йорк, Нью-Йорк — 26 февраля 2025, Нью-Йорк, Нью-Йорк) — американская актриса кино и озвучивания, телеведущая. Получила известность после исполнения роли Дон Саммерс в сериале «Баффи — истребительница вампиров», Дженни в молодёжной комедии «Евротур» и Джорджины Спаркс в сериале «Сплетница»

## Биография
Трахтенберг родилась 11 октября 1985 года в семье Ланы — банковского менеджера и Майкла Трахтенберга, специалиста в области волоконной оптики. Её отец родом из Германии, а мать родилась в Одессе одно время выступала в кукольном театре. Бегло говорила на русском языке. Мишель отмечала и Рождество, и Хануку, её бабушка и дедушка живут в Израиле. Мишель выросла вместе со старшей сестрой Ирен (род. 1978) в районе Шипсхед-Бей в Бруклине и посещала Isaac Asimov P.S. 99 Elementary School и The Bay Academy for the Arts And Sciences Junior High School. Позже посещала Notre Dame High School (окончила с отличием по направлению «Социальные науки и религия») в Лос-Анджелесе, куда переехала с матерью, оставив отца в Нью-Йорке. В детстве занималась балетом.

## Карьера
Впервые появилась на телевидении в 3 года в рекламе моющих средств «Wisk», далее, продолжив это занятие, снялась в более 100 рекламных роликах. Первым заметным появлением Мишель была роль Ноны Мекленберг в детском телесериале «Приключения Пита и Пита» с 1994 по 1996 год. В то же самое время она играла Лили Монтгомери в мыльной опере «Все мои дети», где впервые работала с будущей Баффи — Сарой Мишель Геллар.
Карьера Трахтенберг в кинематографе началась с главной роли в фильме «Шпионка Хэрриэт» в 1996 году, затем на телевидении был ситком «Миго», за роль в котором она удостоилась премии «Молодой актёр». В 1999 году исполнила роль Пенни, племянницы Инспектора Гаджета в одноимённом фильме. Летом 2000 года Мишель получила роль Дон Саммерс в «Баффи — истребительница вампиров», которую играла до окончания сериала в 2003 году. Также с 2001 по 2003 год была ведущей на шоу «Truth or Scare» о паранормальных явлениях. После этого в 2004 году снялась в комедии «Евротур» со Скоттом Мекловицем в главной роли. Также появилась в сериале телеканала HBO «Клиент всегда мёртв» в эпизодической роли Селест, избалованной поп-звезды, у которой Кит Чарльз служил телохранителем.
В марте 2005 года Трахтенберг сыграла главную роль фигуристки Кэйси Карлайл в диснеевском семейном комедийно-драматическом фильме «Принцесса льда» с Ким Кэттролл. В апреле 2006 года Трахтенберг пригласили на гостевую роль в сериал «Доктор Хаус» — она снялась в 16 серии второго сезона, которая вышла под названием «Безопасность». В ноябре 2006 года появилась в гостевой роли в одном эпизоде шестого сезона сериала «Закон и порядок. Преступное намерение». Также у неё была роль-камео в клипе Fall Out Boy на песню «This Ain’t a Scene, It’s an Arms Race» (вместе с коллегой по «Баффи» Сетом Грином) и в спродюсированном Хоакином Фениксом видео «Tired of Being Sorry» для группы Бальтазара Гетти Ringside.
С 2008 года Трахтенберг появилась на CW в сериале «Сплетница» в роли Джорджины Спаркс, недавно покинувшей реабилитационный центр. Линия Джорджины и игра Трахтенберг вызвали одобрение критиков. По мнению обозревателя CNN, этот «безумный, но весёлый персонаж» служит украшением любого эпизода. TV Guide поставил Спаркс на 13 место в рейтинге отрицательных женских персонажей, а Трахтенберг была номинирована на Teen Choice Awards.
В 2009 и 2010 годах снималась в драматическом сериале «Милосердие» в роли медсестры Хлои Пэйн. Снялась в клипе группы Trapt Echo.

## Личная жизнь
Трахтенберг никогда не была замужем и не имела детей, и её личная жизнь была в значительной степени неизвестна публике. На момент её смерти она состояла в романтических отношениях со своим агентом Джеем Коэном в течение пяти лет.

## Проблемы со здоровьем и смерть
Трахтенберг страдала проблемами со спиной и костями, перенесла перелом лодыжки. С 2018 по 2020 год она несколько раз была замечена передвигающейся с помощью трости.
В последние годы жизни Трахтенберг тяжело болела, а в конце 2024 года перенесла трансплантацию печени, о чём стало известно только после её смерти. В январе 2024 года она отвергла высказываемые в социальных сетях опасения относительно своего здоровья, которое было предметом спекуляций из-за её очевидной потери веса и признаков желтухи, заверив своих подписчиков, что она «счастлива и здорова».
26 февраля 2025 года в 8 часов утра по местному времени мать Трахтенберг обнаружила её без признаков жизни в её квартире на Манхэттене, а вызванная на место происшествия скорая медицинская помощь констатировала её смерть в возрасте 39-ти лет.
Члены семьи Трахтенберг, являющиеся ортодоксальными евреями, возражали против вскрытия по религиозным причинам. Так как смерть Трахтенберг не рассматривалась как подозрительная, судмедэксперт не отклонил это возражение и Управление главного судмедэксперта Нью-Йорка постановило, что причина и характер её смерти не были определены. В апреле главный судмедэксперт Нью-Йорка заявил в токсикологических отчётах, что Трахтенберг умерла от осложнений сахарного диабета.
После её смерти многочисленные знаменитости выразили свои соболезнования и отдали дань памяти Трахтенберг, включая её коллег по сериалам «Баффи — истребительница вампиров» и «Сплетница». Трахтенберг должна была появиться на фестивале SXSW в Остине, штат Техас, 12 марта 2025 года с премьерой документального фильма «Спираль», в котором она озвучила главную героиню. Перед премьерой фильма на фестивале режиссёр картины, Дженнифер Хатчинс, воздала дань уважения Трахтенберг, поделившись впечатлениями о работе с ней и объявив минуту молчания.

## Фильмография
| Год       |     | Русское название                                        | Оригинальное название                      | Роль                       |
| --------- | --- | ------------------------------------------------------- | ------------------------------------------ | -------------------------- |
| 1991      | с   | Закон и порядок                                         | Law & Order                                | Дина Дрисколл              |
| 1993      | с   | Кларисса                                                | Clarissa Explains It All                   | Элси Соперстайн            |
| 1994      | с   | Все мои дети                                            | All My Children                            | Лили Бентон Монтгомери     |
| 1994—1996 | с   | Приключения Пита и Пита                                 | The Adventures of Pete & Pete              | Нона Ф. Мекленберг         |
| 1995      | ф   | Мелисса                                                 | Melissa                                    | Лена                       |
| 1996      | ф   | Шпионка Харриет                                         | Harriet the Spy                            | Харриет М. Уэлш            |
| 1996      | с   | Мир Дейва                                               | Dave's World                               | Анджела                    |
| 1996      | с   | Космические приключения                                 | Space Cases                                | проказница                 |
| 1996      | тф  | Рождество в моем городке                                | A Holiday for Love                         | Ноэль Мерфи                |
| 1997      | с   | Миго                                                    | Meego                                      | Мэгги Паркер               |
| 1998      | с   | Такие парни, как мы                                     | Guys Like Us                               | Кэти                       |
| 1998      | ф   | Богатенький Ричи 2                                      | Richie Rich's Christmas Wish               | Глория                     |
| 1999      | ф   | Инспектор Гаджет                                        | Inspector Gadget                           | Пенни                      |
| 1999      | тф  | Спокойной ночи                                          | Bonne Nuit                                 | Эмма Ривз                  |
| 1999      | ф   | Вместе навсегда                                         | Can't Be Heaven                            | Джулия                     |
| 2000      | тф  | Отец делает выбор                                       | A Father's Choice                          | Келли Макклейн             |
| 2000—2003 | с   | Баффи — истребительница вампиров                        | Buffy the Vampire Slayer                   | Дон Саммерс                |
| 2004      | ф   | Евротур                                                 | EuroTrip                                   | Дженни                     |
| 2004      | с   | Клиент всегда мёртв                                     | Six Feet Under                             | Селеста                    |
| 2004      | ф   | Загадочная кожа                                         | Mysterious Skin                            | Венди Питерсон             |
| 2005      | ф   | Принцесса льда                                          | Ice Princess                               | Кейси Карлайл              |
| 2005      | тф  | Прыжок с пирса Клозен                                   | The Dive from Clausen's Pier               | Кэрри Бил                  |
| 2006      | с   | Доктор Хаус                                             | House                                      | Мелинда Бардах             |
| 2006      | ф   | Прекрасный Огайо                                        | Beautiful Ohio                             | Сандра                     |
| 2006      | с   | Закон и порядок: Преступное намерение                   | Law & Order: Criminal Intent               | Лиза Уиллоу Тайлер         |
| 2006      | ф   | Чёрное Рождество                                        | Black Christmas                            | Мелисса Китт               |
| 2006—2018 | с   | Робоцып                                                 | Robot Chicken                              | различные персонажи        |
| 2007      | тф  | Холм                                                    | The Hill                                   | Мэгги Роджерс              |
| 2008      | мф  | Dragonlance: Драконы осенних сумерек                    | Dragonlance: Dragons of Autumn Twilight    | Тика Уэйлан                |
| 2008      | тф  | Кольцевые гонки                                         | The Circuit                                | Карли Шайнс                |
| 2008—2012 | с   | Сплетница                                               | Gossip Girl                                | Джорджина Спаркс           |
| 2009      | ф   | Против течения                                          | Against the Current                        | Сюзанна                    |
| 2009      | ф   | Папе снова 17                                           | 17 Again                                   | Мэгги О’Доннелл            |
| 2009      | мс  | Супергеройский отряд                                    | The Super Hero Squad Show                  | Валькирия                  |
| 2009—2010 | с   | Милосердие                                              | Mercy                                      | Хлоя Пэйн                  |
| 2010      | ф   | Двойной КОПец                                           | Cop Out                                    | Эва Монро                  |
| 2010      | мф  | Витрина DC: Джона Хекс                                  | DC Showcase: Jonah Hex                     | барменша                   |
| 2010      | мф  | Витрина DC: Супермен/Шазам! – Возвращение Чёрного Адама | Superman/Shazam!: The Return of Black Adam | барменша                   |
| 2011      | ф   | Отвези меня домой                                       | Take Me Home Tonight                       | Эшли                       |
| 2011      | с   | Любовь кусается                                         | Love Bites                                 | Джоди                      |
| 2011      | с   | Дурман                                                  | Weeds                                      | Эмма Карлин                |
| 2013      | с   | Мыслить как преступник                                  | Criminal Minds                             | Диана Тернер               |
| 2013      | ф   | Сексуальный злой гений                                  | Sexy Evil Genius                           | Миранда Праг               |
| 2013      | тф  | Убийство Кеннеди                                        | Killing Kennedy                            | Марина Освальд             |
| 2013      | с   | Морская полиция: Лос-Анджелес                           | NCIS: Los Angeles                          | Лили Локхарт               |
| 2014      | ф   | Писака                                                  | The Scribbler                              | Элис                       |
| 2014      | тф  | Важная дата                                             | Save the Date                              | Хиллари                    |
| 2015      | с   | Сонная Лощина                                           | Sleepy Hollow                              | Эбигейл Адамс              |
| 2015      | вс  | Наставники                                              | Guidance                                   | Анна                       |
| 2015      | мс  | Суперособняк                                            | SuperMansion                               | кровавая луна              |
| 2015      | тф  | Рождественский подарок                                  | The Christmas Gift                         | Меган Филлипс              |
| 2016      | тф  | Города-побратимы                                        | Sister Cities                              | Даллас Бакстер             |
| 2018      | вс  | Типа человек                                            | Human Kind Of                              | Джуди Рейли                |
| 2022—2023 | с   | Сплетница                                               | Gossip Girl                                | Джорджина «Джорджи» Спаркс |
| 2024      | док | Спираль                                                 | Spyral                                     | Мишель Коди Уайт           |

### Музыкальные клипы
| Год  | Название                                | Исполнитель  | Примечания |
| ---- | --------------------------------------- | ------------ | ---------- |
| 2004 | «Echo»                                  | Trapt        | [ 29 ]     |
| 2005 | «Tired of Being Sorry»                  | Ringside     | [ 29 ]     |
| 2007 | «This Ain’t a Scene, It’s an Arms Race» | Fall Out Boy | [ 30 ]     |

## Награды и номинации
| Год  | Премия                   | Категория                                                                                     | Номинация за                     | Результат | Примечания |
| ---- | ------------------------ | --------------------------------------------------------------------------------------------- | -------------------------------- | --------- | ---------- |
| 1997 | Премия «Молодой актёр»   | Лучшая женская роль в художественном фильме: Лучшая молодая актриса                           | Шпионка Харриет                  | Победа    | [ 31 ]     |
| 1998 | Премия «Молодой актёр»   | Лучшая женская роль в телевизионном комедийном сериале: молодая актриса второго плана         | Миго                             | Победа    | [ 32 ]     |
| 2000 | Премия «Молодой актёр»   | Лучшая молодая актриса в комедийном фильме                                                    | Инспектор Гаджет                 | Номинация | [ 33 ]     |
| 2000 | Премия «Молодой актёр»   | Лучшая женская роль в художественном фильме: молодая актриса второго плана                    | Инспектор Гаджет                 | Номинация | [ 33 ]     |
| 2001 | Teen Choice Award        | ТВ — Избранный помощник                                                                       | Баффи — истребительница вампиров | Номинация | [ 34 ]     |
| 2001 | Премия «Молодой актёр»   | Лучшая женская роль в телевизионном драматическом сериале: молодая актриса второго плана      | Баффи — истребительница вампиров | Победа    | [ 35 ]     |
| 2001 | Премия «Сатурн»          | Лучшая телеактриса второго плана                                                              | Баффи — истребительница вампиров | Номинация | [ 36 ]     |
| 2002 | Премия «Молодой актёр»   | Лучшая женская роль в телевизионном комедийном сериале: Ведущая молодая актриса               | Правда или страх                 | Номинация | [ 37 ]     |
| 2002 | Премия «Молодой актёр»   | Лучшая работа в телевизионном комедийном сериале: Приглашенная молодая актриса в главной роли | MADtv                            | Номинация | [ 37 ]     |
| 2002 | Премия «Сатурн»          | Лучшая телевизионная актриса второго плана                                                    | Баффи — истребительница вампиров | Номинация | [ 38 ]     |
| 2003 | Премия «Сатурн»          | Лучшая телевизионная актриса второго плана                                                    | Баффи — истребительница вампиров | Номинация | [ 39 ]     |
| 2004 | Дневная премия «Эмми»    | Выдающийся исполнитель в детском сериале                                                      | Правда или страх                 | Номинация | [ 40 ]     |
| 2007 | Кинофестиваль в Сарасоте | Выдающийся исполнитель                                                                        | Прекрасный Огайо                 | Победа    | [ 41 ]     |
| 2012 | Teen Choice Award        | Лучший телевизионный злодей                                                                   | Сплетница                        | Номинация | [ 34 ]     |